# Fader Abraham & Co.
Fader Abraham & Co. är ett musikalbum för barn av Mora Träsk från 2003.

## Låtlista
1. Fader Abraham
2. Skicka en signal
3. Skolvägen hem
4. Mina fötter
5. Johnny B. råttom
6. Grevens hund
7. Ringen
8. När Lisa klappar händerna
9. Tumme hand
10. Igelkottaskinnet
11. Vårvisan
12. Per Olsson
13. Skidvalla
14. Fingertwist
15. En boll vill bli studsad
16. Vem har tagit min kexchoklad
17. Ett skepp kommer lastat
18. Tänk om jag hade en liten apa
19. Upp till kamp
20. Bussen